# 乔治·法罗尼
乔治·法罗尼（義大利語：Giorgio Farroni，1976年9月28日—），意大利男子自行车运动员。他曾代表意大利参加2000年、2008年、2012年、2016年和2020年夏季残疾人奥林匹克运动会自行车比赛，获得二枚银牌和一枚铜牌。